# Unión Deportiva Villa de Santa Brígida
La Unión Deportiva Villa de Santa Brígida és un club de futbol amb seu a Santa Brígida, a la comunitat autònoma de les Illes Canàries. Fundat l'any 2004, juga a Tercera Federació, i celebra els partits a casa a l'Estadio de los Olivos, amb una capacitat de 600 localitats.

## Història
La Unión Deportiva Villa Santa Brígida es va fundar l'any 2004, després de la fusió entre el Club Deportivo Santa Brígida i la Sociedad Deportiva Santa Brígida . Primer va arribar a la tercera divisió tres anys després, amb una durada de dues temporades a la categoria. El juny de 2019 Israel Quintana es va convertir en el nou entrenador en cap del club.

### Fons del club
Club Deportivo Santa Brígida - (1984–2004) → ↓
Unión Deportiva Villa Santa Brígida - (2004–)
Societat Deportiva Santa Brígida - (1965–2004) → ↑

## Temporada a temporada
| Temporada | Nivell | Divisió | Lloc    | Copa del Rei  |
| --------- | ------ | ------- | ------- | ------------- |
| 2004–05   | 4      | 3a      | 5è      |               |
| 2005–06   | 4      | 3a      | 5è      |               |
| 2006–07   | 4      | 3a      | 3r      |               |
| 2007–08   | 3      | 2a B    | 16è     |               |
| 2008–09   | 3      | 2a B    | 20è     |               |
| 2009–10   | 4      | 3a      | 7è      |               |
| 2010–11   | 4      | 3a      | 5è      |               |
| 2011–12   | 4      | 3a      | 8è      |               |
| 2012–13   | 4      | 3a      | 10è     |               |
| 2013–14   | 4      | 3a      | 6è      |               |
| 2014–15   | 4      | 3a      | 6è      |               |
| 2015–16   | 4      | 3a      | 1r      |               |
| 2016–17   | 4      | 3a      | 3r      | Primera ronda |
| 2017–18   | 4      | 3a      | 8è      |               |
| 2018–19   | 4      | 3a      | 7è      |               |
| 2019–20   | 4      | 3a      | 20è     |               |
| 2020–21   | 4      | 3a      | 9è / 4t |               |
| 2021–22   | 5      | 3a RFEF | 5è      |               |
| 2022–23   | 5      | 3a Fed. | 5è      |               |
| 2023–24   | 5      | 3a Fed. | 9è      |               |

| Temporada | Nivell | Divisió | Lloc | Copa del Rei |
| --------- | ------ | ------- | ---- | ------------ |
| 2024–25   | 5      | 3a Fed. |      |              |

- 2 temporades a Segona Divisió B
- 15 temporades a Tercera Divisió
- 4 temporades a Tercera Federación /Tercera División RFEF

## Palmarès
- Tercera Divisió: 2015–16

## Jugadors destacats
- Héctor Figueroa
- José María Ojeda
- Antonio Robaina
- Jerónimo Santana